# Carlos Drummond de Andrade
Carlos Drummond de Andrade (31. října 1902 Itabira, Minas Gerais – 17. srpna 1987 Rio de Janeiro) byl brazilský básník.

## Životopis
Vzdělával se u jezuitů v Nova Friburgo, ale byl ze školy vyloučen kvůli duševní nepodřízenosti. V roce 1921 začal pracovat pro noviny Diário de Minas. V roce 1925, na základě tlaku rodiny, dokončil farmaceutická studia v Ouro Preto, nicméně o lékárnickou profesi neměl zájem. V té době navázal kontakt s modernistickým literárním hnutím v São Paulu, kde založil časopis A Revista. V roce 1934 se přestěhoval do Rio de Janeiro, kde pracoval až do roku 1945 jako šéf kabinetu ministra školství Gustavo Capanema. Pak pracoval až do roku 1962 v brazilském památkovém úřadu Serviço do Patrimônio Histórico e Artístico Nacional. Po celou dobu psal pro různé noviny a časopisy. V roce 1982 získal cenu Prêmio Juca Pato.
V roce 1928 vyšla jeho první báseň No meio do Caminho (Uprostřed cesty). Jeho vazba k domovu je vyjádřena například v básni O maior trem do mundo (Nejdelší vlak na světě). Později psal poezii existenciální, sbírka erotických básní z posledních let života byla zveřejněna na jeho žádost až po jeho smrti roku 1987. Kromě poezie vydal sérii esejí a několik svazků prózy. Z francouzštiny přeložil několik knih do portugalštiny.